# Alexander García (judoka)
Alexander García (16 de febrero de 1972) es un deportista brasileño que compitió en judo. Ganó una medalla de plata en el Campeonato Panamericano de Judo de 1996 en la categoría de –60 kg.

## Palmarés internacional
| Campeonato Panamericano | Campeonato Panamericano | Campeonato Panamericano | Campeonato Panamericano |
| Año                     | Lugar                   | Medalla                 | Categoría               |
| ----------------------- | ----------------------- | ----------------------- | ----------------------- |
| 1996                    | San Juan (Puerto Rico)  | Medalla de plata        | –60 kg                  |